# Bálsamo Negro de Riga

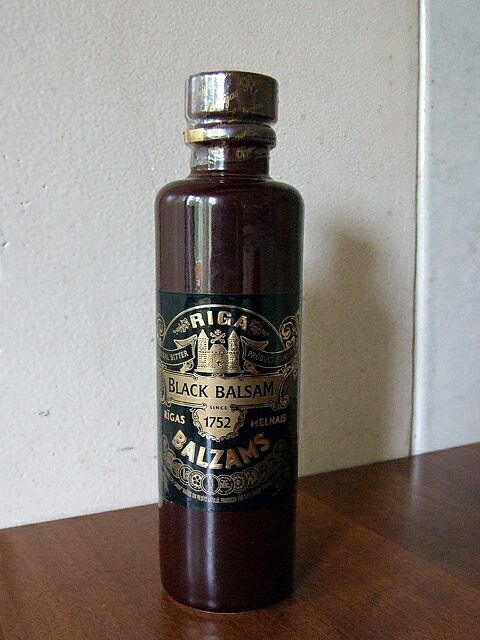
Rīgas Melnais balzams

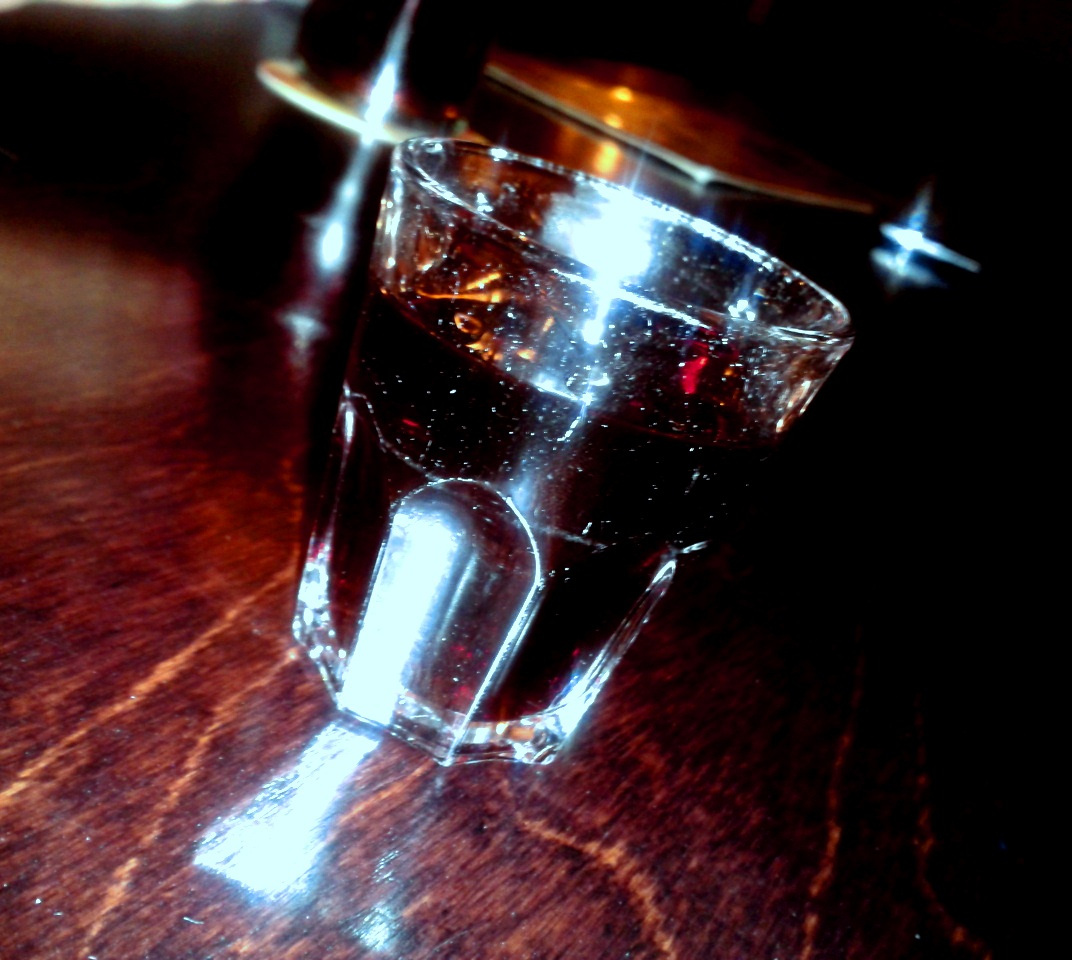
Cálice de bálsamo negro de Riga de groselha, em Riga.

Bálsamo Negro de Riga (em letão:  Rīgas Melnais balzams) também designado em inglês no rótulo como "Riga Black Balsam", é um licor de ervas tradicional da Letónia, produzido com diversos ingredientes naturais misturados com vodca, apresentando um teor alcoólico de 45%.
Pode ser consumido puro, com gelo, misturado com schnapps ou vodca, quente, misturado em chá ou café, ou misturado com água com gás ou refrigerantes. É por vezes também usado como cobertura de gelados. Apresenta uma cor escura e um sabor amargo, com traços doces.
É fabricado pela empresa JSC Latvijas Balzams. A receita tradicional foi criada por Abraham Kunze, um farmacêutico de Riga, sendo composta por 24 ingredientes diferentes, passando por plantas, flores, rebentos, sumos, raízes, óleos e bagas, macerados em barris de carvalho. É vendido em garrafas feitas à mão em cerâmica. Ao longo do tempo o bálsamo negro de Riga tem recebido reconhecimento internacional, tendo alcançado mais de 30 prémios em feiras.
É também utilizado na medicina popular, sendo considerado bom para curar constipações e para tratar problemas digestivos.
Tem sido fabricado em Riga desde meados do século XVIII. A primeira referência escrita à bebida data de 1752.
Segundo reza a lenda, a imperatriz Catarina, a Grande, da Rússia, ficou doente durante uma visita à Letónia, mas ficou curada após beber o bálsamo negro de Riga. A partir de então a bebida passou a ser uma presença habitual na corte russa.
Existem ainda variantes do bálsamo negro de Riga com groselha e com natas.